# رود مزن
رود مزن نام رودی است که از کشور روسیه می‌گذرد و به خلیج مزن می‌ریزد. طول این رود ۸۵۷ کیلومتر (۵۳۳ مایل) است.